# Усманов, Ахмад Тугилович
Ахмад Тугилович Усманов (узб. Ahmad Tugilovich Usmonov, Аҳмад Тугилович Усмонов) — Член Комитета Сената Олий Мажлиса Республики Узбекистан по законодательству и судебно-правовым вопросам (2006—2016), Хоким Ташкентской области (2013—2016).

## Биография
Родился 4 января 1957 года в Кошрабатском районе.
- В 1981 году окончил Самаркандский государственный университет по специальности правовед.
- С 1974 по 1976 гг. — секретарь сельского совета «Уч кахрамон» Октябрьского района Джизакской области.
- С 1981 по 1982 гг. — юрист-консультант государственного хозяйства «Рокосовский» Арнасайского района Джизакской области.
- С 1982 по 1983 гг. — старший инспектор отдела внутренних дел города Джизака.
- С 1983 по 1990 гг. — инспектор, старший участковый инспектор отдела внутренних дел Мирзачульского района Джизакской области.
- С 1990 по 1993 гг. — первый заместитель начальника отдела внутренних дел — начальник розыскного отдела Мирзачульского района Джизакской области.
- С 1993 по 1996 гг. — начальник отдела внутренних дел Мирзачульского района Джизакской области.
- С 1996 по 2001 гг. — заместитель начальника Управления внутренних дел Сырдарьинской области.
- С 2001 по 2003 гг. — начальник Главного управления профилактики правонарушений Министерства внутренних дел Республики Узбекистан.
- С 2003 по 2004 гг. — заместитель министра внутренних дел Республики Узбекистан.
- С 2004 по 2006 гг. — начальник Управления внутренних дел Наманганской области.
- В 2005 году присвоено звание генерал-майора.
- С 2006 по 2013 гг. — Хоким Андижанской области.
- С 2013 года по 4 февраля 2016 года (был освобождён от должности)[2] — Хоким Ташкентской области.

## Награды
- Орден «Мехнат шухрати» (2006)[3]
- Памятный знак «Ўзбекистон мустакиллигига 15 йил» (2006)
- Орден «Фидокорона хизматлари учун» (2010)[4]